# Comte de Huntingdon
Comte de Huntingdon est un titre de noblesse créé plusieurs fois dans la pairie d'Angleterre. Le comte ne possède aucun titre subsidiaire, mais son fils aîné utilise le titre inventé de vicomte Hastings. Le siège familial de la présente lignée est à Hodcott House, près de West Ilsley dans le Berkshire.

## Histoire du titre
En 1065, le Northumberland se révolta contre Tostig Godwinson, et le comté passa à Morcar. La partie basse du comté fut donnée à Waltheof. Il devint donc comte de Huntingdon.
Aux XIe et XIIe siècles, le titre de comte de Huntingdon comprenait les comtés de Huntingdon, Northampton, Bedford et Cambridge.
Waltheof fut le dernier comte anglo-saxon, maintenant sa position pendant dix ans après la conquête normande. Après la bataille de Hastings en 1066, il se soumit à Guillaume le Conquérant, mais ses comtés lui furent confisqués en 1067. Quand Sven II de Danemark envahit le nord de l'Angleterre en 1069, il se joignit à lui et prit part à l'attaque sur York.
Waltheof se soumit à nouveau après le départ des Danois en 1070, et le Conquérant, espérant acheter sa loyauté, lui fit épouser Judith, sa nièce. Ses comtés lui furent rendus, et en 1072, il devient en plus comte de Northumbrie, remplaçant Gospatrick.
En 1075, Waltheof se joignit à une conspiration contre le Conquérant, avec les comtes de Norfolk et Hereford. Mais rapidement il se repentit auprès de l'archevêque Lanfranc, et ensuite à Guillaume lui-même. De retour en Angleterre avec le roi, il fut arrêté, et fut condamné à mort. Le 31 mai 1076, il fut décapité à St. Gilles Hill près de Winchester.
Maud, la fille de Waltheof, épousa Simon de Saint-Lis, qui fut comte, peut-être en droit de sa femme. Il partit deux fois en pèlerinage, et Maud assura donc la gestion du comté en tant que comtesse. À la mort de ce dernier, elle épousa le futur David Ier d'Écosse. Quand sa mère décéda en 1130-1131, Simon II de Saint-Lis n'hérita pas d'elle, son beau-père David Ier s'étant approprié son héritage.
En 1136, lors des négociations du traité de Durham, Henry de Northumberland prêta serment au roi Étienne d'Angleterre et reçut en récompense le titre de comte de Huntingdon que son père David Ier tenait jusque-là. À cette époque, le titre de comte de Huntingdon incluait aussi le Northamptonshire, le Bedfordshire et le Cambridgeshire. À l'été 1141, quand les relations diplomatiques avec l'Écosse furent rompues, Simon II de Saint-Lis récupéra le titre et l'honneur de Huntingdon. Il avait probablement tenu l'honneur et le comté quand ils avaient été temporairement repris à Henry de Northumberland entre janvier 1138 et avril 1139. Quoi qu'il en soit, son statut de comte reste une source de confusion. Il a été argumenté par R. H. C. Davis que le titre de comte de Northampton avait été détaché du titre de comte de Huntingdon en 1136, mais il est probable que Northampton et Huntingdon désigne en fait la même chose.
En 1153, Simon III, fils de Simon II de Saint-Lis, n'hérita pas le titre de son père. Il hérita des honneurs, mais le titre revint au futur Malcolm IV d'Écosse.
En 1175, Simon III se vit enfin accorder, par Henri II (roi d'Angleterre), le titre de comte héritage de son père. Ce comté venait d'être confisqué à Guillaume Ier d'Écosse, à la suite de sa participation dans la rébellion des fils d'Henri II.

## Première création (1065)
- 1065-1067 et 1070-1075 : Waltheof († 1076), comte de Northumbrie ;

Le titre est confisqué.
- 1087-1130 : Maud de Huntingdon († 1130). Fille du précédent ;
  - 1087-1111 : Simon de Saint-Lis († 1111), comte de Northampton. Époux de Maud. Comte en droit de sa femme ;
- 1130-1136 : David Ier d'Écosse (1084–1153), roi d'Écosse. Époux de la précédente ;
- 1136-1141 : Henry d'Écosse (1114–1152). Fils du précédent ;
- 1141-1153 : Simon II de Saint-Lis (1103–1153), comte de Northampton. Fils de Simon et Maud ;
- 1153-1165 : Malcolm IV d'Écosse (1141–1165), roi d'Écosse. Fils de Henry d'Écosse ;
- 1165-1175 : Guillaume d'Écosse (1143–1214), roi d'Écosse. Fils de Henry d'Écosse ;
- 1175-1185 : Simon III de Saint-Lis (1138–1185), comte de Northampton. Fils de Simon II ;
- 1185-1219 : David d'Écosse († 1219). Fils de Henry d'Écosse ;
- 1219-1237 : John le Scot (1207–1237). Fils du précédent.

## Deuxième création (1337)
- 1337-1354 : William de Clinton (en) (1304–1354), comte de Huntingdon. Son sceau (rond, diamètre 30 mm) qui présente un écu à six trèfles sous un chef chargé de deux étoiles dans une rosace contenant six lionceaux, est appendu à un traité entre les rois de France et d'Angleterre en date du 11 septembre 1341[1].

## Troisième création (1377)
- 1377-1380 : Guichard d'Angle († 1380).

## Quatrième création (1388)
- 1388-1400 : Jean Holland (1352-1400), 1er duc d'Exeter ;
- 1416-1447 : Jean Holland (1395-1447), 1er duc d'Exeter. Fils du précédent ;
- 1447-1461 : Henri Holland (1430-1475), 2e duc d'Exeter. Fils du précédent.

## Cinquième création (1471)
- 1471-1475 : Thomas Grey (1451–1501). Devint 1er marquis de Dorset en 1475.

Titre abandonné en 1475 en recevant le titre de marquis de Dorset.

## Sixième création (1479)
- 1479-1491 : William Herbert (1451-1491), comte de Pembroke.

Il doit rendre son titre de Pembroke pour celui de comte de Huntingdon en 1479.

## Septième création (1529)

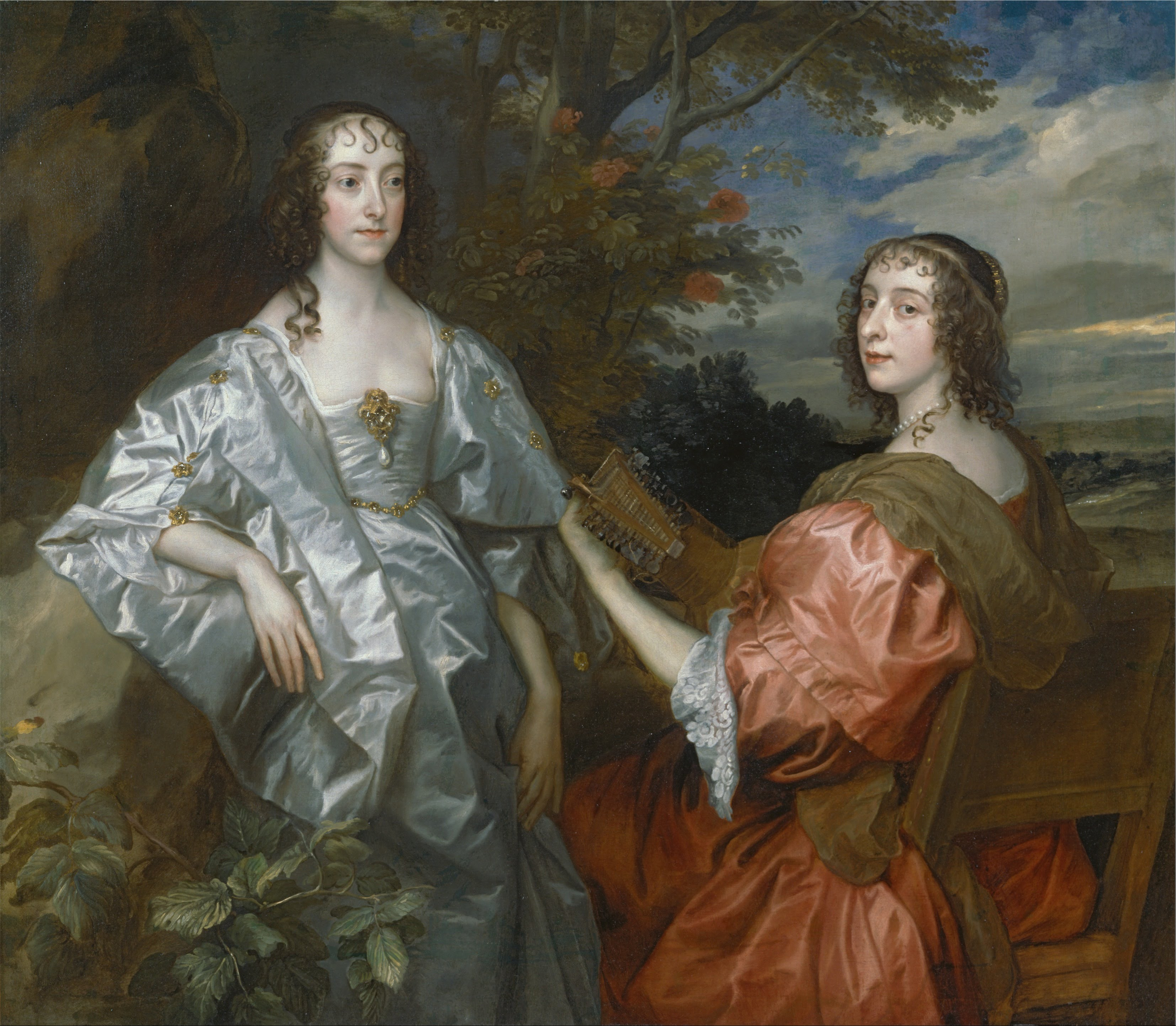
La Comtesse Catherine de Chesterfield et la Comtesse Lucy de Huntingdon
par Antoine van Dyck, 1636-1640
Centre d'art britannique de Yale.

- 1529-1544 : George Hastings (1488-1544) ;
- 1544-1560 : Francis Hastings (1514–1560) ;
- 1560-1595 : Henry Hastings (1536–1595) ;
- 1595-1604 : George Hastings (1540–1604) ;
- 1604-1643 : Henry Hastings (1586–1643) ;
- 1643-1656 : Ferdinando Hastings (1609–1656) ;
- 1656-1701 : Theophilus Hastings (1650–1701) ;
- 1701-1705 : George Hastings (1677–1705) ;
- 1705-1746 : Theophilus Hastings (1696–1746) ;
- 1746-1789 : Francis Hastings (1729–1789) ;
- 1789-1804 : Theophilus Henry Hastings (ru) (1728–1804) ;
- 1804-1828 : Hans Francis Hastings (1779–1828) ;
- 1828-1875 : Francis Theophilus Henry Hastings (ru) (1808–1875) ;
- 1875-1885 : Francis Power Plantagenet Hastings (ru) (1841–1885) ;
- 1885-1939 : Warner Francis John Plantagenet Hastings (1868–1939) ;
- 1939-1990 : Francis John Clarence Westenra Plantagenet Hastings (1901–1990) ;
- depuis 1990 : William Edward Robin Hood Hastings-Bass (né en 1948).